# Randy Edelman
Pour les articles homonymes, voir Edelman.
Randy Edelman est un compositeur et acteur américain, né le 10 juin 1947 à Paterson dans le New Jersey (États-Unis).
Edelman a suivi des cours au Conservatoire de Musique de Cincinnati, avant de partir pour New York où il joue du piano dans des orchestres de Broadway. Il a produit en solo plusieurs albums de chansons dont certaines ont ensuite été enregistrées par The Carpenters (I Can't Make Music, Piano Picker, et You), Barry Manilow (Weekend in New England), If Love Is Real d'Olivia Newton-John, et bien d'autres, avant de déménager à Los Angeles. C'est là qu'Edelman a commencé à travailler dans la musique pour la télévision et le cinéma.
Un de ses premiers films a été en 1973, Complot à Dallas (Executive Action) qui a présenté une version supplémentaire de quelques théories concernant l'assassinat de John Fitzgerald Kennedy en 1963. Dans le milieu des années 1980, Edelman a écrit le thème et a composé la musique de nombreux épisodes de MacGyver, une série de télévision populaire mettant en scène Richard Dean Anderson.
Pendant les années 1980 et début des années 1990, il a également collaboré avec Ivan Reitman, pour plusieurs de ses comédies, dont Ghostbusters II, Twins, Angels in the Outfield, Beethoven, Kindergarten Cop, The Mask et Daylight. Il a également contribué au film Le Dernier des Mohicans en collaboration avec Trevor Jones.
Randy Edelman a été honoré avec le Richard Kirk Award au BMI Film and TV Awards en 2003. Le prix est remis annuellement à un compositeur qui a fait d'importantes contributions à la musique de télévision et de film.
Bien que certains des films dont la musique a été composée par Edelman n'ont pas été des succès commerciaux, la musique était souvent réutilisée ailleurs. Les thèmes qu'il a écrits pour Cœur de dragon (Dragonheart), Dragon, l'histoire de Bruce Lee, Gettysburg et d'autres films ont été largement utilisés dans la publicité TV, bandes annonces de films et au cours de la cérémonie des Oscars.
Il a fait une petite apparition dans Sgt. Pepper's Lonely Hearts Club Band (1978). Il a aussi contribué au remixage du célèbre air "Bonne Fête" (Bog).

## Compositions de musiques de films

### Cinéma

#### Années 1970
- 1972 : Red, White and Busted (Outside In) de Allen Baron et G. D. Spradlin
- 1973 : Complot à Dallas (Executive Action) de David Miller

#### Années 1980
- 1987 : The Chipmunk Adventure de Janice Karman
- 1988 : Deux filles au FBI (Feds) de Daniel Goldberg
- 1988 : Jumeaux (Twins) d'Ivan Reitman
- 1989 : Les Scouts de Beverly Hills (Troop Beverly Hills) de Jeff Kanew
- 1989 : SOS Fantômes 2 (Ghostbusters II) d'Ivan Reitman

#### Années 1990
- 1990 : Hold-up à New-York (Quick Change) d'Howard Franklin et Bill Murray
- 1990 : Bienvenue au Paradis (Come See the Paradise) d'Alan Parker
- 1990 : Un flic à la maternelle (Kindergarten Cop) d'Ivan Reitman
- 1991 : Drop Dead Fred d'Ate de Jong
- 1991 : Eyes of an Angel de Robert Harmon
- 1991 : Un privé en escarpins (V.I. Warshawski) de Jeff Kanew
- 1991 : Un cri du cœur (Shout) de Jeffrey Hornaday
- 1992 : Mon cousin Vinny (My Cousin Vinny) de Jonathan Lynn
- 1992 : Beethoven de Brian Levant
- 1992 : Le Dernier des Mohicans (The Last of the Mohicans) de Michael Mann (cocompositeur avec Trevor Jones)
- 1992 : Monsieur le député (The Distinguished Gentleman) de Jonathan Lynn
- 1993 : Dragon, l'histoire de Bruce Lee (Dragon: The Bruce Lee Story) de Rob Cohen
- 1993 : Gettysburg de Ronald F. Maxwell
- 1993 : Beethoven 2 (Beethoven's 2nd) de Rod Daniel
- 1994 : Les Héritiers affamés (Greedy) de Jonathan Lynn
- 1994 : Une équipe aux anges (Angels in the Outfield) de William Dear
- 1994 : The Mask de Chuck Russell
- 1994 : Pontiac Moon de Peter Medak
- 1995 : Billy Madison de Tamra Davis
- 1995 : Les Légendes de l'Ouest (Tall Tale) de Jeremiah S. Chechik
- 1995 : L'Amour à tout prix (While You Were Sleeping) de Jon Turteltaub
- 1995 : L'Indien du placard (The Indian in the Cupboard) de Frank Oz
- 1995 : The Big Green de Holly Goldberg Sloan
- 1996 : Touche pas à mon periscope (Down Periscope) de David S. Ward
- 1996 : Diabolique de Jeremiah S. Chechik
- 1996 : Le Grand tournoi (The Quest) de Jean-Claude Van Damme
- 1996 : Cœur de dragon (Dragonheart) de Rob Cohen
- 1996 : Daylight de Rob Cohen
- 1997 : Anaconda, le prédateur (Anaconda) de Luis Llosa
- 1997 : Pêche Party (Gone Fishin') de Christopher Cain
- 1997 : Petit poucet l'espiègle (Leave It to Beaver') d'Andy Cadiff
- 1997 : Les Sexton se mettent au vert (For Richer or Poorer) de Bryan Spicer
- 1998 : 6 jours, 7 nuits (Six Days Seven Nights) d'Ivan Reitman
- 1999 : En direct sur Edtv (Edtv) de Ron Howard

#### Années 2000
- 2000 : D'un rêve à l'autre (Passion of Mind) d'Alain Berliner
- 2000 : Mon voisin le tueur (The Whole Nine Yards) de Jonathan Lynn
- 2000 : The Skulls: société secrète (The Skulls) de Rob Cohen
- 2000 : Shanghai Kid (Shanghai Noon) de Tom Dey
- 2001 : Folles de lui (Head Over Heels) de Mark Waters
- 2001 : Expédition panda en Chine (China: The Panda Adventure) de Robert Milton Young
- 2001 : Osmosis Jones de Peter Farrelly et Bobby Farrelly
- 2001 : Who Is Cletis Tout? de Chris Ver Wiel
- 2001 : Corky Romano de Chris Kattan
- 2001 : Le Chevalier Black (Black Knight) de Gil Junger
- 2002 : Frank McKlusky, C.I. d'Arlene Sanford
- 2002 : xXx de Rob Cohen
- 2003 : National Security de Dennis Dugan
- 2003 : Shanghai Kid 2 (Shanghai Knights) de David Dobkin
- 2003 : Gods and Generals de Ronald F. Maxwell
- 2004 : Connie et Carla (Connie and Carla) de Michael Lembeck
- 2004 : Famille à louer (Surviving Christmas) de Mike Mitchell
- 2005 : Le Fils du Mask (Son of the Mask) de Lawrence Guterman
- 2006 : The Last Time de Michael Caleo
- 2007 : Underdog, chien volant non identifié (Underdog) de Frederik Du Chau
- 2007 : Balles de feu (Balls of Fury) de Robert Ben Garant
- 2008 : 27 robes (27 Dresses) d'Anne Fletcher
- 2008 : La Momie : La Tombe de l'empereur Dragon (The Mummy: Tomb of the Dragon Emperor) de Rob Cohen

#### Années 2010
- 2010 : Donne-moi ta main (Leap Year) d'Anand Tucker
- 2011 : Whitney Brown (The Greening of Whitney Brown) de Peter Skillman Odiorne
- 2015 : Un voisin trop parfait (The Boy Next Door) de Rob Cohen (compositeur avec Nathan Barr)
- 2016 : Back in the Day de Paul Borghese
- 2016 : Leaves of the Tree d'Ante Novakovic
- 2017 : Max 2: White House Hero de Brian Levant

### Télévision
- 1972 : Super ranking! (zaga zaga)
- 1973 : No hockey tonight (TV)
- 1973 : Snatched (TV)
- 1973 : Blood Sport (TV)
- 1983 : When Your Lover Leaves (TV)
- 1984 : A Doctor's Story (TV)
- 1984 : All the Kids Do It (TV)
- 1985 : Scandal Sheet (TV)
- 1985 : MacGyver (TV)
- 1987 : Denis la Malice (Dennis the Menace) (TV)
- 1988 : A Family Again (TV)
- 1992 : Taking Back My Life: The Nancy Ziegenmeyer Story (TV)
- 1993 : Brisco County (The Adventures of Brisco County Jr.) (série TV)
- 1995 : Citizen X (TV)
- 1999 : CSS Hunley, le premier sous-marin américain (The Hunley) (TV)
- 2001 : Expédition panda en Chine (China: The Panda Adventure) (documentaire)
- 2002 : A Season on the Brink (TV)
- 2002 : Frank McKlusky, C.I. (vidéo)
- 2004 : Surviving Christmas: Unwrapping the Comedy (TV)
- 2005 : Return to Edge City (vidéo)
- 2005 : Paw Prints and Baby Steps: On the Set of 'Son of the Mask' (vidéo)
- 2005 : Cartoon Logic (vidéo)
- 2005 : What Makes Fido Run? (vidéo)
- 2005 : Introducing Cameron Diaz (vidéo)
- 2005 : Chow Bella: Hollywood's Pampered Pooches (vidéo)
- 2005 : Creating 'Son of the Mask': Digital Diapers and Dog Bytes (vidéo)
- 2006 : Les Dix Commandements (feuilleton TV)